# Sundtjärnarna (Karlskoga socken, Värmland)
Sundtjärnarna är en sjö i Karlskoga kommun i Värmland och ingår i Göta älvs huvudavrinningsområde. Sundtjärn ligger i Trangärdet Natura 2000-område.